# Общество научных работников
О́бщество нау́чных рабо́тников (ОНР, Межрегиональная общественная организация «Общество научных работников») — добровольное общественное объединение научных работников, преподавателей, инженеров и других специалистов, участвующих в научной деятельности, которые заинтересованы в развитии науки в России.
Создано «снизу» по инициативе нескольких активно работающих и признанных научным сообществом учёных, не занимающих высоких административных постов. У истоков создания общества стояли физики Дмитрий Дьяконов, Юрий Ермолаев, Евгений Онищенко, Александр Самохин, кибернетик Александр Фрадков, астрофизик Борис Штерн, биоинформатик Михаил Гельфа́нд.

## Создание ОНР
Как сообщала газета Троицкий вариант — Наука, 24 февраля 2012 года в Институте общей физики РАН (ИОФ РАН) состоялось заседание семинара «Проблемы организации российской науки и самоорганизация научных работников». После семинара прошло собрание, на котором было основано Общество научных работников (ОНР). В принятой 12 марта 2012 года декларации о создании ОНР отмечается, что целью работы Общества является установление стандартов и принципов, благодаря которым процветает современная мировая наука: уважение к знаниям, открытая конкурентная среда и академические свободы, высокий статус и самостоятельность ведущих исследователей, разнообразные возможности получения финансовой поддержки исследований при прозрачной научной экспертизе.

## Направления деятельности ОНР
В соответствии с уставом Общества его направления деятельности включают:
- разработку предложений по российской научной политике с учётом отечественного и мирового опыта;
- содействие реализации общественных, государственных и административных инициатив, направленных на поддержку и развитие науки;
- анализ и экспертизу затрагивающих науку проектов, подзаконных актов, программ и предложений;
- анализ состояния научных исследований и научной инфраструктуры; изучение и распространение опыта организации и поддержки научных исследований в России и других странах;
- содействие установлению международных критериев научной работы и профессиональной этики, борьбу с псевдонаукой;
- содействие укреплению связи между наукой, образованием и практикой;
- популяризацию достижений российских учёных в России и за рубежом, разъяснение обществу и власти экономического и культурного значения науки;
- повышение престижа профессии учёного, укрепление авторитета российской науки в мире;
- содействие талантливой учащейся молодёжи в профориентации, успешном освоении научной профессии, построении карьеры и интеграции в научное сообщество;
- содействие распространению научной информации в профессиональном сообществе и вне его, в том числе путём публикации книг, брошюр и других изданий;
- защиту прав и интересов научных работников.

## Органы управления ОНР
Органами управления и контроля ОНР являются Общее собрание, Совет и Ревизионная комиссия ОНР.
Высшим органом управления ОНР является Общее собрание ОНР, созывающееся Советом не реже одного раза в год.

## Членство в ОНР
Для вступления в ОНР, как правило, необходимо наличие не менее двух опубликованных статей в рецензируемых журналах за последние три года (для аспирантов достаточно одной статьи). Возможны исключения из правил для некоторых областей наук (например, гуманитарных наук), когда к журнальной публикации приравнивается монография или публикация полного текста доклада на престижной конференции. Возможно также принятие в ОНР по рекомендации двух членов Совета ОНР. В августе 2014 года общество насчитывало более 500 членов, включая 10 членов Российской академии наук. Около половины членов ОНР являются докторами наук. ОНР имеет отделения в Москве, Санкт-Петербурге и Новосибирске.

## Акции ОНР и их отражение в СМИ
Членами общества готовятся обращения в органы власти, отзывы на проекты законов, касающихся российской науки. Уже в первый год существования общества газета научного сообщества «Поиск» отметила, что эти акции привлекли внимание общественности. Обращение за повышение базовых окладов преподавателей вузов поддержало более тысячи человек, а против отмены надбавок за степени в научных организациях высказалось около пяти тысяч. Также газета «Поиск» сообщила, что в обществе считают, что несправедливо обвинённая эксперт-химик Ольга Зеленина была выпущена на свободу во многом благодаря солидарности учёных, в частности, как результат обращения ОНР в её поддержку, которое собрало более 400 подписей.

### Против реформы РАН
В 2013 году особое внимание было уделено реформе Российской академии наук. Как сообщала Газета.ru, на сайте ОНР был организован сбор подписей с требованием отзыва законопроекта о реформе РАН. В результате в поддержку заявления Совета ОНР с требованием отзыва законопроекта о ликвидации системы государственных академий было собрано 10200 подписей. Совместно с клубом Клубом 1 июля, Комиссией общественного контроля за ходом и результатами реформ в сфере науки, Советом молодых учёных и профсоюзом РАН ОНР выступило соучредителем Конференции научных работников. Летние месяцы 2013, наиболее жаркие по активности выступлений учёных в связи с реформой РАН, дали заметный прирост численности ОНР. Только июле-сентябре 2013 года в ОНР было принято 133 новых члена.

### Борьба с лжедиссертациями
Совместно с Вольным сетевым сообществом Диссернет ОНР последовательно выступает за строгое соблюдение норм научной этики, против фальсификации научных публикаций и диссертационных работ. На такие нарушения указывается независимо от должности и общественного ранга диссертанта. Информационно-аналитический портал Полит.ру процитировал подписанное более чем 400 учёными открытое заявление ОНР о том, что из депутатов Государственной Думы, голосовавших за принятие законопроекта о реформе Академии наук, по крайней мере 25 человек допустили серьезные нарушения академической этики при написании своих диссертационных работ. Среди подписантов письма были четыре академика РАН — Юрий Апресян, Виктор Васильев, Александр Кулешов и Валерий Рубаков. Кроме того, обращение подписали 13 членов-корреспондентов РАН, 154 доктора наук и 246 кандидатов наук. В сообщении Полит.ру также отмечалось, что материалы по диссертациям восьми депутатов уже предавались гласности до голосования по законопроекту о реформе РАН. Как отмечала газета «Московский Комсомолец», цитируя заявление учёных, эти члены парламента могли «в своем выборе при голосовании руководствоваться скорее опасностью разоблачения своей псевдонаучной деятельности со стороны настоящих практикующих учёных, нежели стремлениями к благу российской науки». Судя по последовавшим далее сообщениям СМИ, это заявление получило большой общественный резонанс, а депутаты Госдумы вместо ответа по существу обвинений в нарушении норм академической этики ответили на это обращение ОНР угрозами обратиться в Прокуратуру.

### Против «срока давности» для учёных степеней
В 2014 году почти 3000 учёных подписались под требованием ОНР об отмене «срока давности» для списанных диссертаций. По сообщению издания «Собеседник», авторы обращения к Правительству РФ считают, что введённый с 1 января 2014 года 10-летний срок обжалования для вновь защищённых диссертаций фактически легализует все сомнительные диссертации, которые были защищёны до 2011 года. По мнению работников науки, приводимому изданием, не должно быть никакого срока давности у вопроса о том, списана диссертация или нет: «Человека, много лет назад похитившего в музее картину, в тюрьму не посадят — но картину отберут и вернут в музей». Кроме того, учёные напоминают о статье 1267 Гражданского кодекса РФ, согласно которой авторство, имя автора и неприкосновенность произведения охраняются бессрочно. В этом же обращении сказано, что среди обладателей фальшивых диссертационных работ есть высокопоставленные чиновники, а присутствие нечистых на руку людей на высоких должностях угрожает безопасности страны.

### В защиту фонда «Династия»
Члены ОНР обратились с открытым письмом к министру юстиции РФ Александру Коновалову с требованием отказаться от включения крупнейшего российского частного фонда «Династия» в число иностранных агентов. В письме подчёркивалось, что фонд осуществляет масштабную поддержку науки и образования, играет ключевую роль в популяризации науки. Именно благодаря его деятельности многие талантливые молодые учёные продолжают свои исследования в России, а не покинули её в поисках лучших условий для научной работы. В письме отмечалось, что включение фонда «Династия» в список «иностранных агентов» представляется абсурдной репрессивной мерой, явно идущей вразрез с интересами общества и государства.